# Montagne San Pedro
Le montagne di San Pedro sono una catena montuosa situata nel Colorado, Stati Uniti d'America, vicino al confine col New Mexico. Questa catena montuosa è contigua a sud con le montagne Nacimiento, nello Stato del New Mexico e con esse fanno parte del Nacimiento Uplift. Sono entrambe protetto dal parco di San Pedro contro lo sviluppo urbano.